# Andrej Doležal
Andrej Doležal (* 23. března 1981 Bratislava) je slovenský inženýr, webový designér a politik, v letech 2020–2023 ministr dopravy a výstavby SR.

## Život
V roce 2004 vystudoval automatizační techniku na Slovenské technické univerzitě v Bratislavě.
Profesionální kariéru začal jako webový designér. Později působil v TV Markíza a TV JOJ, jako technický ředitel pro digitalizaci v RTVS a ředitel inovací ve společnosti Towercom.
Dne 21. března 2020 byl za hnutí SME RODINA jmenován ministrem dopravy a výstavby SR ve vládě Igora Matoviče. Stejnou funkci vykonával poté ještě ve vládě Eduarda Hegera.